# Динамо (станція метро, Єкатеринбург)
«Дина́мо» — станція Єкатеринбурзького метрополітену, яка розташована між станціями Уральська та «Площа 1905 року». Поруч зі станцією знаходиться стадіон «Динамо» і Палац ігрових видів спорту «Уралочка».

## Технічна характеристика
Конструкція станції — односклепінна глибокого закладення. Похилий хід тристрічковий, починається з північного торця станції.
На станції застосована оригінальна конструкція водовідвідної парасольки.

## Вестибюлі
Вихід у місто на Красний провулок, вулиці Єрьоміна та Мельникова, до спорткомплексу «Динамо» і палацу ігрових видів спорту «Уралочка».

## Оздоблення
Тема архітектурного оздоблення станції — спорт в житті людини. Колійні стіни й підлога оздоблені червоним карельським гранітом в поєднанні з візерунковим мармуром газган. У південному торці станції розташована копія «Дискобола» — копія роботи V століття до н.е. давньогрецького Мирона, що уособлює фізичну досконалість людини. Не виключено, що через це в народі ця станція вважається улюбленою у дівчат Єкатеринбурга.
На цьому місці мав бути портрет Фелікса Дзержинського. Спочатку станція планувалася назвати як «Дзержинська» за назвою прилеглої вулиці, але наприкінці перебудови їй вирішили присвоїти ім'я спортивного комплексу по сусідству та змінити тематику оформлення. Так, в уральському метро з'явилася єдина на сьогодні скульптура.
Станція освітлюється світильниками, що нагадують смолоскипи, встановленими на платформі. Крім цього, є приховане закарнизне освітлення — що чергуються у верхній частині склепіння великі отвори з м'яким відбитим світлом, проте воно зазвичай вимкнено в цілях економії, тому станція виглядає темною і похмурою. Над виходом в місто розташований барельєф, що зображає юнака і дівчину — символ гармонії.

## Історія будівництва
- 1973 в районі майбутньої станції метро "Динамо" були пробурені шість свердловин, з метою вивчення геологічних умов під містом і можливості будівництва метро.
- Лютий 1981 на станції збільшена частка гірничо-капітальних робіт, розпочато облаштування поверхневих майданчиків [1]
- Жовтень 1981 завершена проходка шахтного стовбура. [1]
- Червень 1983 на перегоні до станції «Площа 1905 року», почалася проходка обох тунелів [1]
- Січень 1984 закінчилася підготовка до проходження лівого і правого тунелів у бік станції «Уральська» [1]
- Липень 1987 перші тюбінги покладені в ескалаторних тунелів на станції [1]
- Грудень 1987 пройшовши під міським ставом кількасот метрів, будівельники здійснили збійку в лівому перегінному тунелі до станції «Площа 1905 року»[1].
- Квітень 1988 комплексна бригада Н. Чулпанова з другої ділянки справила збійку правого підземного коридору, який зв'язав станції «Площа 1905 року» і «Динамо». Пройдено, в тому числі під міським ставом, 736 метрів [1]